# ستيفن فريدمان
ستيفن فريدمان (بالإنجليزية: Stephen Friedman)‏ هو شخصية أعمال أمريكي، ولد في 21 ديسمبر 1937.

## وصلات خارجية
- ستيفن فريدمان على موقع إن إن دي بي (الإنجليزية)